# Dorris
Dorris és una població dels Estats Units a l'estat de Califòrnia. Segons el cens del 2000 tenia 886 habitants.

## Demografia
Segons el cens del 2000, Dorris tenia 886 habitants, 342 habitatges, i 240 famílies. La densitat de població era de 475,1 habitants per km².
Dels 342 habitatges en un 32,7% hi vivien nens de menys de 18 anys, en un 52% hi vivien parelles casades, en un 14,9% dones solteres, i en un 29,8% no eren unitats familiars. En el 27,2% dels habitatges hi vivien persones soles el 13,2% de les quals corresponia a persones de 65 anys o més que vivien soles. El nombre mitjà de persones vivint en cada habitatge era de 2,59 i el nombre mitjà de persones que vivien en cada família era de 3,13.
Per edats la població es repartia de la següent manera: un 30,6% tenia menys de 18 anys, un 7,6% entre 18 i 24, un 22,5% entre 25 i 44, un 23,6% de 45 a 60 i un 15,8% 65 anys o més.
L'edat mediana era de 35 anys. Per cada 100 dones de 18 o més anys hi havia 84,7 homes.
La renda mediana per habitatge era de 21.801 $ i la renda mediana per família de 24.265 $. Els homes tenien una renda mediana de 25.139 $ mentre que les dones 21.250 $. La renda per capita de la població era d'11.447 $. Entorn del 17,9% de les famílies i el 19,1% de la població estaven per davall del llindar de pobresa.

## Poblacions més properes
El següent diagrama mostra les poblacions més properes.